# Juan Sabines Gutiérrez, La Trinitaria
Juan Sabines Gutiérrez är en ort i Mexiko.   Den ligger i kommunen La Trinitaria och delstaten Chiapas, i den sydöstra delen av landet, 900 km sydost om huvudstaden Mexico City. Juan Sabines Gutiérrez ligger 584 meter över havet och antalet invånare är 600.
Terrängen runt Juan Sabines Gutiérrez är huvudsakligen platt, men österut är den kuperad. Runt Juan Sabines Gutiérrez är det ganska glesbefolkat, med 47 invånare per kvadratkilometer. Närmaste större samhälle är Doctor Rodulfo Figueroa, 8,5 km väster om Juan Sabines Gutiérrez. Omgivningarna runt Juan Sabines Gutiérrez är en mosaik av jordbruksmark och naturlig växtlighet.